# Milan Dolinský
Milan Dolinský est un footballeur tchécoslovaque né le 17 avril 1935. Il évoluait au poste d'attaquant.

## Biographie

### En club
Avec le club du CH Bratislava, il remporte un titre de champion de Tchécoslovaquie. 
Il joue quatre matchs en Coupe d'Europe des clubs champions, inscrivant deux buts dans cette compétition.

### En équipe nationale
International tchécoslovaque, il reçoit 10 sélections en équipe de Tchécoslovaquie entre 1959 et 1960. 
Il joue son premier match en équipe nationale le 10 mai 1959 contre l'Irlande et son dernier le 9 juillet 1960 contre la France.
Il fait partie du groupe tchécoslovaque lors de l'Euro 1960, disputant les deux matchs de la phase finale de la compétition.

## Carrière
- CH Bratislava

## Palmarès
Avec le CH Bratislava :
- Champion de Tchécoslovaquie en 1959

Avec la Tchécoslovaquie :
- Troisième de l'Euro 1960